# هوندردورف
هوندردورف (به آلمانی: Hunderdorf) یک شهر در آلمان است که در بایرن واقع شده‌است.

## خصوصیات
هوندردورف ۲۲٫۲۴ کیلومترمربع مساحت دارد ۳۳۸ متر بالاتر از سطح دریا واقع شده‌است.